# Nasipit
Nasipit è una municipalità di terza classe delle Filippine, situata nella Provincia di Agusan del Norte, nella Regione di Caraga.
Nasipit è formata da 19 baranggay:
- Aclan
- Amontay
- Ata-atahon
- Barangay 1 (Pob.)
- Barangay 2 (Pob.)
- Barangay 3 (Pob.)
- Barangay 4 (Pob.)
- Barangay 5 (Pob.)
- Barangay 6 (Pob.)
- Barangay 7 (Pob.)

- Camagong
- Cubi-cubi
- Culit
- Jaguimitan
- Kinabjangan
- Punta
- Santa Ana
- Talisay
- Triangulo